# Indigofera pseudointricata
Indigofera pseudointricata är en ärtväxtart som beskrevs av Jan Bevington Gillett. Indigofera pseudointricata ingår i släktet indigosläktet, och familjen ärtväxter. Inga underarter finns listade i Catalogue of Life.